# Terrorangrebene i Bruxelles i marts 2016
Terrorangrebene i Bruxelles i marts 2016 fandt sted 22. marts 2016, da tre bomber eksploderede i Belgiens hovedstad Bruxelles. To af dem var bomber udløst af selvmordsbombere i Brussels Airport og én i Bruxelles metrosystem ved Maelbeek/Maalbeek metrostation tæt ved EUs mange institutioner i byen. 32 civile personer og tre selvmordsbombere blev dræbt, og eksplosionerne sårede ca. 300 personer, heraf 62 alvorligt. De sårede og omkomne stammer fra mindst 40 lande.

## Hændelser

### Bruxelles Lufthavn
Der var to eksplosioner ved Bruxelles lufthavn, Zaventem kort tid efter kl. 08:00 lokal tid. Én af dem skete i den internationale afgangshal tæt på American Airlines og Brussels Airlines check-in steder, og den anden skete ifølge franske medier på landingsbanen. Belgiens føderale anklagemyndighed har siden bekræftet, at de to eksplosioner var selvmordsangreb.
De oprindelige rapporter angav, at 17 blev dræbt, og mindst 35 personer blev såret, men tallene blev løbende justeret opad. Vinduer blev knust i den primære terminalbygning, og der skete "væsentlige" skader indenfor. Som følge af angrebene blev Belgien sat i højeste alarmberedskab.
I en BBC-rapport meddelte nyhedsbureauet Belga, at skud blev affyret, og råb på arabisk kunne høres, før eksplosionerne skete. Reuters rapporterede et vidnes udsagn: "Han hørte råb på arabisk, kort tid efter to eksplosioner kunne høres fra lufthavnens fyldte afgangshal."
Efter angrebet blev lufthavnen lukket ned, og alle flyafgange blev aflyst. Alle ankommende fly blev enten aflyst eller omdirigeret til de omkringliggende lufthavne, heraf Bruxelles Lufthavn, Charleroi og Schiphol i Amsterdam. Paris' togstation Gare du Nord, som har afgange mod Bruxelles, blev midlertidigt lukket.

### Maelbeek/Maalbeek metrostation
En eksplosion fandt også sted tæt på Europa-Parlamentet i et metrotog, som netop var afgået fra Maelbeek/Maalbeek i retning mod Kunst-Wet/Arts-Loi metrostation, kl. 09:11 CET i midten af Bruxelles. STIB indstillede derefter al offentlig transport i Bruxelles. Til at begynde med blev der ikke rapporteret om nogen døde som følge af metroeksplosionen, men efterfølgende rapporter bekræftede, at 20 personer blev dræbt. Tallet blev efterfølgende justeret opad. 126 personer blev såret, og 17 af dem var i kritisk tilstand. Der var en dansk statsborger blandt de sårede; den 38-årige færøske gymnasielærer fra Klaksvík, Sólfinn Hansen, der fik skader i hovedet, da han befandt sig i metroen i det øjeblik, bomben blev sprængt. Han blev indlagt på hospital, men blev meldt uden for livsfare. Dagen efter blev han udskrevet.

## Mistænkte gerningsmænd
Mindst fem mænd menes at have udført bombeangrebene i Bruxelles. To brødre, Khalid og Ibrahim el-Bakraoui, har ifølge belgiske myndigheder sammen med mindst tre andre udført bombeangrebene i henholdsvis Brussels Airport (Ibrahim) og i metroen ved Maelbeek stationen (Khalid). Ibrahim el-Bakraouis fingeraftryk blev fundet i lufthavnen. En af tre mænd, der blev set via et overvågningskamera i lufthavnen, var ifølge flere nyhedsmedier, Najim Laachraoui (født 18. maj 1991), hvilket senere blev bekræftet af myndighederne.
I en overvågningsvideo ses tre mænd komme gående med hver sin bagagevogn med bagage, som menes at have fungeret som opbevaring for bomberne, som eksploderede i lufthavnen. Ifølge en taxachauffør, der kørte dem til lufthavnen, havde han forsøgt at hjælpe dem med bagagen, men de beordrede ham at holde sig væk. Mændene til venstre på billedet fra overvågningskameraet, Najim Laachraoui og Ibrahim El-Bakroui, ser ud til at være iført sorte handsker på deres venstre hånd, som muligvis har skjult bombeudløseren. Manden til højre på billedet slap væk, men han blev arresteret den 8. april 2016 i Anderlecht.
Ved arrestationerne i Bruxelles og omegn fredag den 8. april 2016 blev manden der blev set sammen med Khalid el-Bakraoui på Pétillon metrostationen få minutter før el-Bakraoui udløste selvmordsbomben i metroen ved Maalbeek metrostationen og arresteret. Der er tale om Osama Krayem, også kendt under hans falske ID Naïm Al Hamed. Han er formodentlig svensk statsborger med syrisk baggrund, opvokset i Rosengård i Malmö kommune.

### Khalid el-Bakraoui
Khalid (født 12. januar 1989 i Bruxelles) blev i 2011 dømt fem års fængselsstraf for en række af biltyverier. Han blev løsladt fra fængslet efter at have afsonet det meste af straffen. Khalid blev også arresteret i 2011 for at besidde Kalashnikov-rifler. Efter at han blev løsladt, brød han vilkårene for sin prøveløsladelse, og Interpol udstedte efterfølgende en arrestordre på ham i august.

### Ibrahim el-Bakraoui
I januar 2010 var Ibrahim (født 9. oktober 1986 i Bruxelles) involveret i forsøget på at plyndre et pengevekslingskontor, hvor han skød mod politiet med en Kalashnikov-rifel. Ibrahim blev idømt ti års fængselsstraf og blev prøveløsladt i 2014. Også han brød imidlertid vilkårene for prøveløsladelsen og blev efterlyst af myndighederne. Ifølge tyrkiske myndigheder tilbageholdt de Ibrahim som en militant i juni 2015 og udviste ham til Holland. Belgiske myndigheder blev også informeret om arrestationen og udvisningen men valgte at ignorere advarslerne. Holland løslod Ibrahim efter at det ikke lykkedes at finde nogen forbindelse til terrorisme. 

### Najim Laachraoui
Ifølge de belgiske myndigheder var Najim Laachraoui (også kendt under dæknavnet Soufiane Kayal; født 18. Maj 1991 i Ajdir, Marokko) en af de to selvmordsbombemænd i lufthavnen den 23. marts. Han blev født i Marokko og voksede op i Schaerbeek-bydelen i Bruxelles, hvor han studerede ved en lokal katolsk High School. He reportedly travelled to Syria in February 2013.
Ligesom el-Bakraoui-brødrene undgik han at blive pågrebet ved de to anti-terrorist politiransagninger den 15. og 18. marts, hvor Salah Abdeslam blev anholdt. Laachraoui menes at have været en af Abdeslam medsammensvorne, med hvem han rejste gennem Europa under falsk identitet. Det menes også, at han har lavet selvmordsbombevestene, der blev brugt under Paris-terrorangrebene..

### Mohamed Abrini
Mohamed Abrini menes at være manden med hatten fra overvågningsvideo fra lufthavnen i Bruxelles. Myndighederne har bekræftet, at de har arresteret Mohamed Abrini den 8. april 2016, han var 31 år på tidspunktet for arrestationen. Abrini har under førhør erkendt, at han er manden med hatten fra overvågningsvideo fra lufthavnen. Abrini er født 27. december 1984, Abrini er belgier med marokkansk baggrund. Han var barndomsven med brødrene Brahim og Salah Abdeslam. Abrini menes at have kørt Salah Abdeslam til Paris den 11. november 2015.

### Osama Krayem
Osama Krayem er formodentlig svensk statsborger med syrisk baggrund og er mistænkt for at være involveret i bombningerne i Bruxelles den 22. marts 2016. Han er født i 1992 og voksede op i Rosengård i Malmö kommune. Han var en af fem formodede terrorister, der blev arresteret den 8. april 2016 af belgisk politi. Han har formodentlig forsøgt at hverve andre unge svenskere med arabisk baggrund til at blive syrienskrigere for terroroganisationen Islamisk Stat. Han forlod Sverige engang i 2014 for at kæmpe i Syrien sammen med IS imod Assads styrker. Han siges at være en af de første svenskere, der forlod landet for at kæmpe for IS. I januar 2015 blev han identificeret af svenske medier på et billede på Facebook, sendt til hans bror, hvor han formodentlig opholdt sig i Deir ez-Zor, Syrien, foran et IS-flag, iført militærtøj, mens han holdt en AK-47 riffel. Senere forlod han Syrien og kom ind i Europa igen, denne gang med falsk pas, hvor han kaldte sig Naïm Al Hamed. Han kom til den græske ø Leros sammen med flygtninge, hvorefter han fortsatte til Belgien, hvor han har opholdt sig siden. I starten af oktober 2015 mødtes han formodentlig med Salah Abdeslam i Ulm, Tyskland for at diskutere samarbejde om terroristangreb. Abdesalam var en af de mistænkte gerningsmænd i terrorangrebene i Paris den 13. november 2015, hvor det lykkedes ham at flygte. Abdesalam skjulte sig i Molenbeek indtil han blev arresteret den 18. marts 2016, fire dage før terrorangrebene i Bruxelles. Krayem menes at være manden der blev set på overvågningskamera i City 2 shopping centeret i Bruxelles, hvor han købte taskerne, der blev brugt til at opbevare bomberne der blev udløst i Brussels Airport i Zaventem. Han menes også at være manden, der blev set følges med Khalid el-Bakraoui på Pétillon metrostationen få minutter før Khalid el-Bakraoui sprængte sig selv i luften i metroen ved Maalbeek metrostationen om morgenen den 22. marts 2016.

## Ofre
32 civile personer blev dræbt under bombningerne. Derudover døde tre selvmordsbombere. Mindst 300 andre blev såret, heraf 62 alvorligt. Tretten døde i Brussels Airport, mens 21 døde i metrostationen. 81 andre blev såret i lufthavnen, mens resten blev såret i metrostationen. Bombningerne var den dødeligste terrorhandling i Belgiens historie.
Identifikationen af døde og sårede skred langsomt fremad, specielt fordi der var så mange forskellige nationaliteter involveret. Ifølge Belgiens udenrigsminister kom ofrene fra mindst 40 nationer.

## Eftervirkningerne
Myndighederne standsede midlertidigt al flytrafik til lufthavnen, og folk blev evakueret. Berlaymont-bygningen, som ligger i nærheden af Maelbeek-stationen og er hovedkvarter for Europa-Kommissionen, blev midlertidigt lukket som følge af terrorangrebene.
Al offentlig transport i Belgiens hovedstadsområde blev indstillet som følge af angrebene. Togstationerne Bruxelles-Nord, Bruxelles-Central og Bruxelles-Syd blev evakueret og lukket, og alle Eurostar-togene mod Bruxelles Midi blev midlertidigt indstillet. Alle tog fra Paris til Bruxelles blev også aflyst.
Belgiens indenrigsministerium meddelte, at landets terrorberedskab ville blive hævet til det højest mulige niveau efter angrebene.
Islamisk Stat meddelte om eftermiddagen via det IS-relaterede nyhedsbureau Amaq, at de påtog sig skylden for angrebene.

## Internationale reaktioner
Yderligere politi blev indsat, hvor Belgien grænser op til Holland. Grænserne mellem Frankrig og Belgien blev også lukket. 
Den franske indenrigsminister, Bernard Cazeneuve, antydede, at Frankrig ville øge tilstedeværelsen af sikkerhedsstyrker ved sine grænser og gennemtvinge, at man skal medbringe legitimationskort, når man er med offentlig transport.
Den hollandske statsminister Mark Rutte holdt en tale om morgenen efter angrebene. Han udtalte, at Holland står side om side med  Belgien. Sikkerhedsforanstaltningerne blev øget ved Schiphol Airport.
I Storbritannien er sikkerhedsforanstaltningerne blevet øget ved Londons større transportsteder. Den britiske premierminister David Cameron vil være ordstyrer på et møde med Storbritanniens regeringskomité for nødsituationer (COBRA) for at diskutere situationen.
Kort tid efter nyhederne om eksplosionerne valgte Israel at annullere alle flyafgange fra Europa. Forbuddet er i kraft fra klokken 10:30 indtil midnat. Forbuddet gælder ikke for udgående flyafgange.
I Danmark øgede politiet patruljeringerne i især Københavns Lufthavn men også andre steder i København, og de øvrige lufthavne i Danmark.